# Província de Govi-Altai
Govi-Altai(en mongol:Говь-Алтай, Muntanyes Altai Gobi)és una de les 21 províncies (aimags) de Mongòlia. La seva capital és la ciutat d'Altai.
Ocupa una superfície de 141.447 km² i la seva població, l'any 2007, era de 57.818 habitants.
Té l'aeroport d'Altai (LTI/ZMAT) amb pista sense pavimentar i amb vols regulars dins Mongòlia.